# Csapatleépítés
A Csapatleépítés (eredeti cím: Severance) egy 2006-ban bemutatott brit–német–magyar horror-vígjáték, melyet Christopher Smith rendezett. A film nagy részét Magyarországon, a Mátrában forgatták.

## Történet
|  | Alább a cselekmény részletei következnek! |

A film elején George (David Gilliam) és két nő, Olga (Drajkó Júlia és Nadia Viktor Judit), fut az erdőben. A nők beleesnek egy nagy veremcsapdába, miközben George fennakad egy kötélcsapdában. Ahogy lóg tehetetlenül, egy álarcos férfi megközelíti és leszúrja őt egy késsel.
Mint az a későbbiekben kiderül, néhány nappal ezt megelőzően, a Palisade Defence nevű fegyvergyártó cég irodai emberei utaztak egy buszon, hogy egy csapatépítő hétvégét töltsenek a Mátrában. Amikor egy kidőlt fa elzárja az utat, a busz megáll és nem megy tovább. A vezető (Boros Sándor) az érvei miatt megtagadja, hogy egy erdei földúton kerüljenek, ezért elhajt a busszal, így a csoport kénytelen gyalogosan folytatni az utat.
Végül a csoport megérkezik egy erdei házba, amely régi és súlyosan elhanyagolt, de a menedzser, Richard (Tim McInnerny) meggyőzi az óvatos, de fáradt csoportot, hogy maradjanak itt. A házban Harris (Toby Stephens) felfedez egy iratszekrényt tele rejtélyes, oroszul írt Palisade-dokumentumokkal. A csoport megvitatja a dokumentumot. Harris azt a történetet hallotta, hogy a ház korábban egy elmegyógyintézet volt, és a 20. század elején a Palisade okozta ideggázt használták, aminek aztán a fogvatartottak kiszabadulása vetett véget. Jill (Claudie Blakley) mást hallott: a ház egy átnevelő intézet volt az orosz háborús bűnösök részére, és miután az átneveléshez a Palisade-készítésű ideggázt használták, a bűnösök lemészárolták a nevelőiket és a helybélieket. Mindketten beszéltek egy magányos túlélőről, aki bosszút esküdött a Palisade ellen. Ezután jön Steve (Danny Dyer), hogy elmondja a saját történetét a ház múltjáról, ami egy klinika volt, és éppen a klinika gyönyörű ápolónőire térne rá, amikor talál egy emberi fogat a húsos pitében, amit a csoport evett vacsora közben. Gordon (Andy Nyman), aki a pitét kiszolgálta, elmondja, hogy épp most találta a konyhában. Ezután mindenki megy az ágyba.
Aznap éjjel Jill lát valakit a ház melletti fákon. Bár a többiek senkit sem láttak, de Richard kivételével ők is el akarják hagyni a házat. Másnap reggel Richard kelletlenül küldi el Harrist és Jillt a domb tetejére, hogy hívják vissza a buszsofőrt. A többieknek viszont részt kell venniük egy csapatépítő paintball-játékon. Harris és Jill közben megtalálja a buszt, ami teljesen össze van törve, a buszvezető pedig kibelezve fekszik a közeli patak partján. Közben a többiek éppen befejezni készülnek a játékot, amikor Gordon belelép egy medvecsapdába. Miután több sikertelen kísérletet tesz Steve és Billy (Babou Ceesayu), hogy kinyissák a csapdát, Gordon bal lábát a térdétől teljesen levágják. Harris és Jill visszaérkezik a busszal, és közlik, hogy mi történt. Mindenki elindul vissza a városba. Útközben valaki egy tüskeszalagot dob eléjük, amitől a busz felborul. Harris a borulás után magatehetetlenül fekszik, amikor egyszer csak megjelenik egy álarcos gyilkos, és lefejezi őt egy karddal. Jillt is elfogják, majd kikötözik egy fához, majd egy maszkos alak lelocsolja benzinnel és elevenen megégeti. A többiek felfedezik Harris holttestét, és elindulnak vissza a házba.
A házban Steve és Maggie (Laura Harris) cigarettázik, amikor egy alak (Törköly Levente) „csendesen” megragadja Gordont, és lehurcolja az alagsorba. A többiek felfedeznek Gordon távollétében egy újonnan megnyílt ajtót. A négy ember lemegy a pincébe, ami egy föld alatti börtön. Egy ajtón keresztül Billy és Maggie megtalálják a már halott Gordont, akinek a törzsébe egy Palisade logót vájt a gyilkos, aki ezután egy puskával rájuk lő. Ketten egy közeli cellába menekülnek, ahol Billy meghal egy mellkasi lövés következtében. Steve elrejtőzik a második emeleten, míg Richard elmenekül a hátsó ajtón keresztül az erdőbe. A gyilkos közben Steve-et keresi. A gyilkos mögött Maggie settenkedik fel egy nagy késsel, amit a börtönben talált, de beszakad alatta egy rozoga padló. A gyilkos megfordul és célba veszi Maggie-t, de az utolsó pillanatban Steve megmenti őt, és hátulról leszúrja a gyilkost. A gyilkos leesik és beszorul a földszinti padlóba. Maggie elveszi a puskáját és agyonlövi a gyilkost.
Maggie és Steve ezután kilép a házból, ahol találkoznak egy oroszul beszélő felfegyverzett gyilkoscsoporttal. Maggie lelövi az egyiket a megszerzett puskával, majd Steve-vel együtt befutnak az erdőbe. Itt találkoznak Richarddal, aki rálépett egy Palisade készítésű taposóaknára, és nem tud mozogni anélkül, hogy fel ne robbanna az akna. Richard elmagyarázza Maggie-nek és Steve-nek, hogy hogyan tudnak átkelni az aknamezőn. A gyilkosok tudják, hogy a terület egy aknamező, ezért egy általuk kidöntött fán keresztül kelnek át rajta. Richard mindent megtesz, hogy megmentse a többieket, ezért lelép az aknáról, és felrobbantja magát két másik gyilkossal együtt. Közben Steve és Maggie megtalálja az igazi Palisade-házat. A házban találják főnöküket, George-ot, aki bulizik két nővel, akiket Steve rendelt az interneten keresztül. George ezután kihozza a prototípus-rakétavetőt, és tüzet nyit a gyilkosokra, de a rakéta a gyilkosok helyett egy fölöttük elhaladó kereskedelmi sugárhajtású repülőgépet tesz tönkre. Az öt ember befut az erdőbe, és itt jelennek meg azok az események, amiket a film elején láthattunk.
Maggie is csapdába esik, és az egyik gyilkos molesztálni kezdi, de Maggie egy kővel szétveri a gyilkos fejét. Steve is találkozik két támadóval, akik megverik és megkéselik, de végül megöli őket egy késsel és egy géppisztollyal. Maggiet is üldözi egy lángszóróval felfegyverzett gyilkos, kisvasúti síneken keresztül egy elhagyatott fogolytáborba, ami tele van Palisade-logóval ellátott ládákkal. A mentésre megérkezik a két nő, akiket Steve szabadított ki a veremcsapdából, majd Nadia megöli a férfit. Steve, Maggie és a két nő a közeli tónál beszállnak egy csónakba, hogy elevezzenek biztonságos helyre. Steve közben tréfásan felteszi a kérdést: „Négyesben?”
|  | Itt a vége a cselekmény részletezésének! |

## Szereplők
- Danny Dyer (hangja: Szabó Máté) – Steve
- Laura Harris (hangja: Kovács Patrícia) – Maggie
- Toby Stephens (hangja: Tokaji Csaba) – Harris
- Claudie Blakley (hangja: Madarász Éva) – Jill
- Andy Nyman (hangja: Makranczi Zalán) – Gordon
- Babou Ceesay (hangja: Varga Rókus) – Billy
- Tim McInnerny (hangja: Bognár Zsolt) – Richard
- David Gilliam (hangja: Tóth Zoltán) – George Cinders
- Drajkó Júlia – Olga
- Viktor Judit – Nadia
- Boros Sándor – buszsofőr
- Törköly Levente – gyilkos a házban
- Oláh János – lángszórós gyilkos
- Ferencz Attila – gyilkos 1.
- Kasi Béla – gyilkos 2.
- Kollárszky Roland – késes gyilkos
- Katona Péter – kődobáló gyilkos
- Lezsák Levente – szárazföldi aknás gyilkos
- Nick Greenall – gyilkos 3.
- Arnold Zarom

## Érdekességek
- A film vége felé az épület oldalán a SZEVERANZ felirat látható, mely a film angol címének – rossz közelítéssel – magyar fonetika szerint írt változata. (Az épület az egykori gyöngyössolymosi Őrlőmű volt, az épület melletti vágányok a Mátravasút Gyöngyös-Szalajkaház (akkor még csak: Gyöngyös-Lajosháza) vonalának a része). Érdekesség, hogy a felirat még a mai napig megtalálható az épületen.
- A buszsofőrt alakító Boros Sándor vezeti a buszt a baleseti jelenetben. A baleseti jelenethez a kaszkadőr koordinátor azt mondta Borosnak, hogy 35 km/h-val vezessen, de Boros úgy érezte, hogy ez nem lesz elég a jó jelenethez, ezért 50 km/h-val nekiment a kaszkadőrrámpának, és sokkal látványosabb ütközést produkált, mint amit a rendező Christopher Smith akart. Mivel csak egyszeri felvételről volt szó, ez az újonnan látványos összeomlás a forgatókönyv elhamarkodott újraírását kényszerítette ki, mivel a baleset súlyossága miatt a szereplőknek most lényegesen több sérülésre volt szükségük, mint ahogy azt eredetileg tervezték. Smith azon is csodálkozott, hogy Boros egyetlen biztonsági felszerelést használt a jelenet során: a biztonsági öv mellett egy motoros bukósisakot.
- A filmet 14 különböző erdőben vették fel Magyarországon és a Man-szigeten.

## Bakik
- A film elején amikor mutatják a közlekedő buszt, akkor ott az egyik jelenetet nem a Mátrában, hanem a Magas-Tátrában, Csorbatónál forgatták.
- A film vége felé Maggie a luxusvillában levesz egy térképet a falról, ami a Balaton keleti részét mutatja, amikor pedig a végén odamennek, akkor az nem a Balaton, hanem a Csórréti-víztározó.

## Fordítás
- Ez a szócikk részben vagy egészben  a   Severance (film) című angol Wikipédia-szócikk fordításán alapul.  Az eredeti cikk szerkesztőit annak laptörténete sorolja fel. Ez a jelzés csupán a megfogalmazás eredetét és a szerzői jogokat jelzi, nem szolgál a cikkben szereplő információk forrásmegjelöléseként.